# Florin-Silviu Ursulescu
Florin-Silviu Ursulescu (n. 1 octombrie 1945, București, România – d. 16 septembrie 2019, București, România), cunoscut și sub acronimul FSU, a fost un jurnalist, critic muzical și prezentator radio și de televiziune român, autor și coautor de cărți despre fenomenul muzical românesc, cel mai recent titlu fiind Prezidente. Doru Stănculescu în dialog cu Florin-Silviu Ursulescu, apărut la Casa de pariuri literare în 2019. A fost fratele lui Octavian Ursulescu. A fost considerat principalul specialist din țara noastră în domeniul muzicii rock românești și internaționale din perioada anilor de dinainte și de după revoluția din 1989.  

## Date biografice
Florin-Silviu Ursulescu s-a născut pe 1 octombrie 1945 în București. A urmat Școala primară „Vasile Alecsandri” din București, apoi Colegiul Național „Dimitrie Cantemir”, pe care l-a absolvit în 1963. A făcut parte din echipa de baschet a liceului și a jucat fotbal la clubul sportiv „Tânărul dinamovist”. Și-a continuat studiile la Universitatea Politehnică (Automatică). Încă din anii adolescenței, a colecționat discuri și a început să consulte reviste și publicații străine cu caracter muzical pop-rock (franceze, engleze, italiene), care erau greu de procurat în perioada comunistă. A devenit rapid un foarte bun cunoscător al muzicii folk, rock, pop și al altor genuri înrudite, atât în țară, cât și la nivel internațional (nu numai anglo-american, ci și european, atât occidental, cât și din țările foste socialiste, precum Cehoslovacia, Polonia, RDG, Ungaria). A fost membru al Uniunii Compozitorilor și Muzicologilor din România.

## Carieră

### Activitate publicistică
A debutat în revista ING a Institutului Politehnic București în 1964, apoi a scris articole cu subiecte muzicale (autohtone și internaționale) în revista Litoral din Constanța, în Scânteia Tineretului, Flacăra, Informația Bucureștiului. De asemenea, alături de fratele său, a semnat articole în almanahuri de mare tiraj (Cinema, Scânteia Tineretului, Rebus, BTT, Anticipația, Tribuna, Femeia, Ramuri, Magazin, Flacăra). A realizat cea mai influentă pagină de muzică pop rock a vremii în revista Săptămâna între 1970 și 1982 (cu întreruperi).
După 1989 a realizat cronici muzicale, de concert, recenzii de disc, grupaje de știri, în numeroase publicații: Actualitatea Muzicală, editată de Uniunea Compozitorilor și Muzicologilor din România (titulatul paginilor rock), Oblio, Tineretul Liber, Liceenii, Doina, Azi (cu suplimentele sale culturale), Ecran Magazin (Brașov), Timpul femeilor, Libertatea, Măgărușul, Rebus, Panoramic Radio TV, Revista Radio, Indiggo, Atlas, Flacăra, Femeia modernă. A făcut parte din colectivul de redacție al revistelor muzicale Melos, Rock & Pop, HMM (Heavy Metal Magazin), Art and roll, Musical Report, a condus un timp revista Pop Rock and Show și a contribuit la elaborarea volumului Zeppelin von Rock. A scris prezentări pe mapele albumelor discografice editate de Electrecord. Împreună cu Octavian Ursulescu, a semnat articolele muzicale pop-rock-jazz din Dicționarul Enciclopedic (Editura Enciclopedică), în mai multe volume. A semnat capitole în volumele Blue, black and white - Povestea Rolling Stones, Era Punk, O legendă a radioului românesc – Programul 3. Volumul FSU /Florin-Silviu Ursulescu în dialog cu Doru Ionescu (2015) a deschis Colecția Muzicală a Editurii Casa de pariuri literare.

### Activitate live
Florin-Silviu Ursulescu a fost fondator și animator al principalelor evenimente de muzică pop din perioada 1960-1970: Pop-cluburile Academiei de Studii Economice și I.P.G.G., Pop-Club „303” (Politehnică), Club „Z” (de la Casa de Cultură „Mihai Eminescu”), Club „A” (Institutul de Arhitectură), Ateneul Tineretului din București, Club 182-Rectorat (Brașov), unde a prezentat topuri și audiții de albume. Alături de fratele său, a organizat primul festival folk național (la Pop-Club „303”) în 1971, a participat la organizarea primelor festivaluri de muzică pop din țară, cele ale Clubului Arhitecturii, a organizat și a prezentat, alături de Aurel Gherghel, Galele Revistei Săptămâna (1972-1973), dedicate muzicienilor pop-folk-rock-jazz români și a colaborat cu ARIA – Agenția Română de Impresariat Artistic.
A fost membru în juriile multor festivaluri de muzică ușoară (inclusiv Festivalul de la Mamaia) și președinte al juriilor majorității festivalurilor-concurs de muzică rock din țară: Buzău, Râmnicu Vâlcea, Craiova, Câmpulung Muscel, Bacău, Mangalia, Satu Mare, Miercurea Ciuc.

### Activitate Radio-TV
Începând cu anul 1969, a colaborat la Radiodifuziunea Română, la emisiunile redacției muzicale: Radiorecording, De la 1 la 5, De la 3 la 7, Top Săptămîna, Estrada duminicală, Meloritm, Radioglob, apoi la Politon Stereo. După 1990, a inițiat (alături de Silvia Velicu) principalele emisiuni rock ale Radiodifuziunii: Studio Rock, Retro Rock, Philo Rock. A colaborat la emisiunile Programului 3 (Redacția Tineret) încă de la înființarea din 1973, la emisiunile Antena tineretului, Clubul adolescenților, Clubul invitaților, Trecem pe recepție, Turist Club, Student Club. După 1990, a fost redactor la Radio în Blue Jeans și Telefonul de seară. Pe lângă acestea, a prezentat și o emisiune pentru copii intitulată Junior Magazin.
A realizat și prezentat emisiuni la Radio România Cultural și Radio România Actualități: Hituri de drum bun, Succese de colecție, Marți – 4 ceasuri muzicale, Evenimente și lansări discografice. A colaborat la Radio Europa Liberă și a fost printre cei care au realizat programe la Nova 22, singurul post privat de radio cu caracter necomercial, în prezent desființat.

## Premii
Printre distincțiile primite de-a lungul timpului pentru activitatea desfășurată în domeniul muzical, se numără Premiul revistei Melos pentru activitate publicistică muzicală în 1994, Premiul Fundației „Om bun” pentru sprijinirea mișcării folk românești în 2000, iar în 2008 Uniunea Ziariștilor Profesioniști din România i-a acordat Ordinul aniversar clasa I aur.
În 2016, în cadrul ceremoniei de acordare a Premiilor Revistelor Muzica și Actualitatea Muzicală, i-a fost acordat Premiul pentru cronică muzicală de către Actualitatea muzicală.